# 佐藤悠雅
佐藤 悠雅（さとう ゆうが、10月14日 - ）は、日本の男性声優。山形県出身。青二プロダクション所属。

## 略歴
元々アニメーションや漫画の中の世界への憧れが漠然とあった。あるゲームのサウンドギャラリーに収録されていたキャストコメントを聴いていた時に「キャラクターと同じ声なのに全く違う喋り方をする存在」を認知し驚愕して、そこで初めて職業としての声優とそのすごさを知った。その後、色々あり気分が落ち込んでいた際、あるアニメを観ていた時に途轍もなく元気づけられ、その時に「声という要素だけでここまで他人の心を動かす事が出来るのか」といった驚きが声優を志すようになったきっかけだったと語る。
専門学校に入学して、初めて声優の勉強をし始めたが、その道の奥深さと途方もなさに愕然としていた。幼少期から小中高と芝居をする場所や機会には恵まれてこなかったため、周囲の演技経験者やそれに通ずる経験をしてきたことがある人物たちに「負けたくない」、「置いていかれたくない」という思いで、在学中はとにかく必死だったという。

## 人物
方言は山形弁、庄内弁。
役柄としては声質的には落ち着いた雰囲気を持った人物、知的な人物、クール・ニヒルな雰囲気を持った人物、体格のよい人物を演じることが多い。佐藤としては「考えるよりまず行動」といった気質のため、そういった役柄だと役に初めて触れた時の以心伝心率が高いという。
趣味にはカラオケ、コンシューマーゲーム、アーケードゲーム、特技には歌唱、陸上短距離、ゲームを挙げている。

## 出演
太字はメインキャラクター。

### テレビアニメ
2020年
- ゲゲゲの鬼太郎（第6作）（部下、吸血鬼）
- 名探偵コナン（男性）
- デジモンアドベンチャー:（2020年 - 2021年、オペレーター、男性、管制官、カメモン、ギロモン）
- もっと!まじめにふまじめ かいけつゾロリ（衛士2）
- ONE PIECE（村人、ナンバーズ、囚人、町民、ギフターズ、部下）
- 進撃の巨人（兵士）
- トニカクカワイイ（ゲームキャラクター）

2021年
- アイ★チュウ（晃の先輩）
- フルーツバスケット（女子生徒）
- イジらないで、長瀞さん（男子）
- D_CIDE TRAUMEREI THE ANIMATION（男、通行人、若者）
- 出会って5秒でバトル（奴隷①）
- デジモンゴーストゲーム（2021年 - 2023年、体育教師、店員、男性、七海の父、内田カイト 他）
- 古見さんは、コミュ症です。（2021年 - 2022年、園田大勢） - 2シリーズ

2022年
- 失格紋の最強賢者（男子生徒A、傭兵D、亜魔族G、男子生徒B、管理人）
- ラブオールプレー（吉村琢也、田村実）
- カードファイト!! ヴァンガード will+Dress（観客）
- 勇者パーティーを追放されたビーストテイマー、最強種の猫耳少女と出会う（ゴブリンC、冒険者B、冒険者A、ホットドッグ屋、街人A）
- 後宮の烏（宦官B）
- クールドジ男子（男子社員、男性）
- 機動戦士ガンダム 水星の魔女（ワンジー）
- 陰の実力者になりたくて!（2022年 - 2023年、騎士、通行人、傭兵） - 2シリーズ
- 弱虫ペダル LIMIT BREAK（観客）
- VAZZROCK THE ANIMATION（役者B）

2023年
- もういっぽん!
- シュガーアップル・フェアリーテイル（衛士）
- ツルネ -つながりの一射-（学生）
- 逃走中 グレートミッション（2023年 - 2025年、警備員、隊員、若者、仮面男、ハリー 他）
- 【推しの子】
- 贄姫と獣の王（家臣B、警備兵B、護衛隊C、一般兵B）
- Dr.STONE NEW WORLD（ちょんまげ） - 2シリーズ
- アイドルマスター シンデレラガールズ U149（スタッフ）
- 無職転生 II 〜異世界行ったら本気だす〜（商人B）
- おかしな転生（村の男2、賊1、部下1、カドレチェク家従士、デココ 他）
- 七つの魔剣が支配する（男子生徒C）
- ゾン100〜ゾンビになるまでにしたい100のこと〜（カイト）
- はたらく魔王さま!!（市民）
- 帰還者の魔法は特別です（新入生）
- 婚約破棄された令嬢を拾った俺が、イケナイことを教え込む（メーガス手下）
- 新しい上司はど天然（教師）
- ポーション頼みで生き延びます!（村人）
- オーバーテイク!（ベルソリーゾピットクルー）

2024年
- 異修羅（野盗）
- アンデッドアンラック（ラング）
- ぶっちぎり?!（NG BOYS B）
- ループ7回目の悪役令嬢は、元敵国で自由気ままな花嫁生活を満喫する（騎士）
- 狼と香辛料 MERCHANT MEETS THE WISE WOLF（村人）
- バーテンダー 神のグラス（バーテンダー2）
- WIND BREAKER
- シンカリオン チェンジ ザ ワールド（男子A、フォールデンアサヒ）
- シャドウバースF（サラリーマンたち）
- 忘却バッテリー（大泉シニア選手）
- Lv2からチートだった元勇者候補のまったり異世界ライフ（街の人）
- 僕のヒーローアカデミア（サポート科の生徒、生徒、警官、警察官）
- 黒執事 -寄宿学校編-（生徒）
- この世界は不完全すぎる（村人
- なぜ僕の世界を誰も覚えていないのか?（上級悪魔）
- 転生したらスライムだった件（リューラ）
- 義妹生活（リポーター）
- 異世界失格（兵士）
- 先輩はおとこのこ（野次馬A）
- 株式会社マジルミエ（学生、運転手、通行人B）
- 魔法使いになれなかった女の子の話（チェス部員）
- アオのハコ（舘山）
- トリリオンゲーム（北海道の客）
- 魔王2099（オークオタク）

2025年
- クラスの大嫌いな女子と結婚することになった。（男子生徒B、男子生徒）
- グリザイア:ファントムトリガー（テロリスト）
- ギルドの受付嬢ですが、残業は嫌なのでボスをソロ討伐しようと思います（ルーフェス）
- SAKAMOTO DAYS（男）
- クレヨンしんちゃん（客B）
- 九龍ジェネリックロマンス（司会、ウェイター）
- 小市民シリーズ（原口）
- 片田舎のおっさん、剣聖になる（盗賊）
- ゴリラの神から加護された令嬢は王立騎士団で可愛がられる（騎士団の先輩）
- ニャイト・オブ・ザ・リビングキャット（救助隊）
- 帝乃三姉妹は案外、チョロい。（祭り客）

### 劇場アニメ
- 劇場版ポケットモンスター ココ（2020年、アップリュー）
- あんさんぶるスターズ!!-Road to Show!!-（2022年、荒くれ者B）
- ドラゴンボール超 スーパーヒーロー（2022年、79番兵士）
- アリスとテレスのまぼろし工場（2023年、クラスメイトE）
- コードギアス 奪還のロゼ（2024年、北狼軍兵）
- 劇場版プロジェクトセカイ 壊れたセカイと歌えないミク（2025）

### Webアニメ
- 悪魔くん（2023年、捜査員、深林の部下、店員）
- BULLET/BULLET（2025年、住民[23]）

### ゲーム
2020年
- プロ野球 ファミスタ 2020（ギャラガ）
- ライザのアトリエ2 〜失われた伝承と秘密の妖精〜
- アンジェリーク ルミナライズ

2021年
- FUSHO-浮生-（陳逸軒 他）
- 戦国無双5

2022年
- モンスターストライク（2022年 - 2023年、ツルリック、武田観柳斎）

2023年
- ドラゴンボールZ カカロット
- OCTOPATH TRAVELER II

2025年
- ORE'N（イマイ）
- グルーヴコースター フューチャーパフォーマーズ（晴原タイガ）

### ドラマCD
- 鬼の陰陽師（2024年、八雲辰巳[33]) - クラウドファンディング返礼品
- 君の夜に触れる（2024年、聡･冬樹）

### BLCD
- この手を離さないで（2022年、北原大和[34]）

### 吹き替え

#### 映画
- キスから始まるものがたり2（2020年）
- ウォンカとチョコレート工場のはじまり（2023年、警官1[35]）
- マインクラフト/ザ・ムービー（2025年、ビデオゲーム音声[36]）

#### ドラマ
- スイート・マグノリアス（2020年、ジャクソン・ルイス）
- 愛だと言って（2023年、ドンハン、カン社長）

#### アニメ
- FLY!/フライ!（2024年[37]）

### ラジオドラマ
- 青山二丁目劇場
  - 粗忽アパート（検視官[38]）
  - 日雇いヒーロー（ブラウン[39]）
  - 女神の順番（沢田、小林[40]）

### デジタルコミック
- 悪役令嬢は嫌われ貴族に恋をする（2021年）[41]
- 小泉先生はみだされたくない（2022年、真行寺・美容師[42]）
- アルマギア -Project-（2022年、帝国兵隊長、社員A、帝国戦車兵E[43]）
- 悪役令嬢と鬼畜騎士（2022年、王子・宰相の息子[44]）

### 舞台
- 朗読劇 TOKYO MX開局25周年×青二プロダクション創立50周年Symphonic Drama 火の鳥 〜黎明編〜 於：2020年 舞浜アンフィシアター（群読）

### テレビドラマ
- 古見さんは、コミュ症です。（2021年、園田大勢[45]）
- 天久鷹央の推理カルテ 第2話（2025年4月29日、テレビ朝日） - 水原家の祖先 役

### シリーズ一覧
1. ↑  第1期（2021年）、第2期（2022年）
2. ↑  1st season（2022年 - 2023年）、2nd season（2023年）
3. ↑  第1クール（2023年）、第2クール（2023年）